# Рибница (крепост)
Вижте пояснителната страница за други значения на Рибница.
Рибница (на сръбски: Рибница) е някогашна османска крепост, разположена в квартала Стара Варош на Подгорица, столицата на Черна гора.
Построена е около 1477 година. Намира се над вливането на река Рибница в река Морача. През последните години от нейната история крепостта е използвана като склад за муниции и е силно разрушена през 1878 година от експлозия, предизвикана от мълния.
Според Сръбската православна църква крепостта съществувала още от XII век и била родно място на великия жупан Стефан Неманя, поради което тя често провежда там религиозни церемонии.